# Gruver (Teksas)
Gruver – miasto w Stanach Zjednoczonych, w stanie Teksas, w hrabstwie Hansford.